# Соціальний статус
Соціа́льний ста́тус — досить чітко визначене положення індивіда в соціальній ієрархії групи або групи у взаємостосунках з іншими групами.

## Походження терміна
Слово «статус» у античні часи означало «поза борця, що приготувався до бою», тобто деяка попередня готовність до дії. Уже в І ст. н. е. такий спортивний термін потрапляє в риторику — він використовується для позначення 4 типів запитань, що іменувалися статусами та ставилися під час судового розгляду з метою уточнення сутності справи. Етимологічне (поза, позиція як схильність до дії) і термінологічне (статус як сукупність чогось однотипного, в цьому разі — запитань) значення частково збереглися в соціології. Однак частіше в ній апелюють до значення статусу як положення в суспільстві.

## Сучасні трактування
Стосовно статусу можна сформулювати принаймні три ряди трактувань:
1. Соціальний статус як обсяг політичних та юридичних прав, обов'язків, можливостей, зафіксований законодавчо, а в окремих випадках — у неписаних нормах і традиціях. Наприклад, в індивідів, що мають громадянство певної країни, і в тих, що не мають його, безумовно різні права й можливості обирати й бути обраними до органів влади, здобути освіту, займати робочі місця та претендувати на винагороду.
2. Соціальний статус як соціальний вимір: рівень доходу, рівень освіти, місце в структурі влади. За статус може прийматися положення на шкалі тієї чи іншої ознаки. Наприклад, дохід буває принаймні високим, середнім та низьким, тому мати відповідний статус, означає бути добре, посередньо чи низькооплачуваним робітником.
3. Соціальний статус як визнання й оцінка з боку інших індивідів чи певних формальних інстанцій. За Вебером, статус визначається як позитивна чи негативна оцінка честі й слави (див. престиж) груп, індивідів або позицій. Статус — це певний ранг, приписуваний індивідами або громадською думкою.

## Приписуваний та досяжний статуси
Прийнято відрізняти приписуваний статус від досяжного статусу. Стосовно приписуваного статусу мається на увазі сукупність характеристик, що зумовлені обставинами та перебувають поза контролем окремого індивіда: ми не вибираємо стать, вік чи статус батьків (соціальне походження). Досяжних статусів ми можемо набути внаслідок здобутих освіти, знань та навичок, професіоналізму. Сучасні суспільства трактуються як суспільства досяжного статусу, оскільки багато що в них залежить від індивідуальних зусиль.

## Статусна група
Статусні групи — сукупність індивідів, що мають однаковий статус. Статусні групи утворюються індивідами, що перебувають у подібній статусній ситуації, позитивно чи негативно оцінюються з огляду на авторитет і престиж. Стабільність оцінок престижу забезпечується стилем життя, якого дотримуються індивіди певної статусної групи. Статус визначає, де і в якому будинку жити, коло друзів та знайомих. Іншими словами, статусні групи — це групи певного «стилю життя», що цілеспрямовано культивується.

## Символи статусу
На поверхні соціального життя соціальні статуси виявляють себе за допомогою своїх представників (репрезентантів) — символів. Про статус індивіда ми можемо судити за зовнішніми ознаками. Як символи статусу використовуються найрізноманітніші предмети і речі: колір, емблема, значок, слово, книга, автомобіль тощо. Символи статусу виконують низку важливих функцій у суспільстві. За їх допомогою індивіди ідентифікують статуси — чужі й власні, створюють досить цілісний, однак спрощений, образ соціального світу; контроль за символами є водночас контролем за поведінкою індивідів та груп, а нагородження символами — позитивною санкцією за виявлену активність.

## Види соціальних статусів
Політичний соціальний статус — місця людини у політичній партії, суспільній організації, доступ до влади.

Економічний соціальний статус — кількість майна у людини, розмір її заробітної плати, доступ до ресурсів.

Професійний соціальний статус — посада людини на підприємстві, престиж обраної роботи, професіоналізм, доступ до керівних ланок підприємства.

## Статусно-рольова єдність
На практиці соціальний статус індивіда тісно пов'язаний з його соціальними ролями, що постають як динамічна характеристика статусу. Адже позиції в суспільстві (статуси) вимагають виконання тих чи інших функцій. Активність індивідів, спрямована на реалізацію функцій, — це і є соціальна роль. Така статусно-рольова єдність є основним елементом соціальної структури, під якою розуміють систему взаємодій індивідів.